# 意識の流れ
意識の流れ（いしきのながれ、英: Stream of consciousness）とは、米国の心理学者のウィリアム・ジェイムズが1890年代に最初に用いた心理学の概念で、「人間の意識は静的な部分の配列によって成り立つものではなく、動的なイメージや観念が流れるように連なったものである」とする考え方のことである。
アンリ・ベルクソンも時間と意識についての考察の中で、ジェイムズと同時期に同じような着想を得て、「持続」という概念を提唱している（ベルクソンとジェイムズの間には交流があったが、着想は互いに独自のものとされることが多い）。

## 文学上の手法としての「意識の流れ」
この「意識の流れ」の概念は、その後文学の世界に転用され、「人間の精神の中に絶え間なく移ろっていく主観的な思考や感覚を、特に注釈を付けることなく記述していく文学上の手法」という文学上の表現の一手法を示す言葉として使用されて文学用語になった。
この手法を小説の全編にわたって最初に使ったのは、ドロシー・リチャードソン の『尖った屋根』（1915年）とされているが、それより先のジェイムズ・ジョイスの『若き日の芸術家の肖像』（1914年-1915年）にも部分的に用いられている。
また、この表現方法でよく使われる文体の「内的独白」（英: interior monologue、仏: monologue intérieur）と呼ばれる手法は、エドゥアール・デュジャルダンが『月桂樹は切られた』（仏: Les lauriers sont coupés）において初めて用いたとされている。1887年に発表されたこの作品は発表当時は全く注目されず、数百部しか発行されなかった。1910年代にこの作品をジェイムズ・ジョイスが読み、『ユリシーズ』において大々的に援用した。同作品のフランス語訳者の一人であるヴァレリー・ラルボーはこの手法を「内的独白」と名付け文学史上初の試みであると評したが、ジョイスはデュジャルダンの『月桂樹は切られた』こそがその先駆であることを明言した[ソース無し]。ただし、「意識の流れ」の起源を特定の1人の作家だけに依るものとは限定しにくく、哲学や文学の「時代精神」的な流れで発生している。
人間の思考を秩序立てたものではなく、絶え間ない流れとして描こうとする試みは、「意識の流れ」という語の成立以前からあり、最も早い例としてはローレンス・スターン『紳士トリストラム・シャンディの生涯と意見』などがあるが、特に近現代の意識の流れを用いた小説には心理学の発達、殊にジークムント・フロイトの影響が見逃せない。
「意識の流れ」を用いた代表的な作品としては、ジェイムズ・ジョイスの『ユリシーズ』『フィネガンズ・ウェイク』、ヴァージニア・ウルフの『灯台へ』、フォークナーの『響きと怒り』などがある。キャサリン・マンスフィールド、ドロシー・リチャードソンなどの作家も、「意識の流れ」を用いた作家として挙げられる。
日本では伊藤整が「ジェイムス・ジョイスのメトオド『意識の流れ』に就いて」(1930年)などで「新心理主義文学」として提唱し、「感情細胞の断面」など一連の作品の実作を行なった。 また川端康成が、『針と硝子と霧』（1930年）、『水晶幻想』（1931年）において「意識の流れ」を実験的に用いており、横光利一の『機械』（1931年）にもこの手法の影響が散見できる。伊藤整は晩年の作『変容』(1968)に至るまで「内的独白」による技法的実験を続けた。